# Henri de Lubac
Henri de Lubac, teljes nevén: Henri-Marie Joseph Sonier de Lubac (Cambrai, 1896. február 20. – Párizs, 1991. szeptember 4.) francia jezsuita pap, bíboros, a katolikus egyházban egyike a 20. század befolyásos teológusainak, aki kulcsszerepet játszott a II. vatikáni zsinaton.

## Élete
Nemesi családban született, hat gyermek egyikeként. Jezsuita neveltetésben részesült, és 17 évesen (1913) csatlakozott a rendhez. Már növendék korában megismerkedett a filozófus Maurice Blondellel (1861–1949), aki a francia katolikus megújulás egyik vezető szelleme volt.
I. világháborús súlyos sebesüléséből gyógyulóban, Pierre Rousselot és Pierre Teilhard de Chardin barátai nyomában kezdte meg a hagyomány forrásainak tanulmányozását, hogy az Isten megismerésének, a kegyelemnek és a hitnek az emberi élettel való kapcsolatait derítse fel. Ezeknek a fundamentális, alapvető teológia problémáknak lett egész életében kutatója. Angliai tanulmányai után Lyonban lett professzor.
1942-ben, amikor Lyont megszállták a német csapatok, „tábori lelkészként” az ellenállási mozgalom aktív tagjai közé állt. Proudhon, Feuerbach, Marx könyveit kezdte olvasni. A marxizmus és ateista humanizmus problémáival ismerkedett meg. A II. világháború után a Surnaturel című híres munkája foglalta össze ezeknek a tanulmányait. A keresztény humanizmus alapjait kereste. A könyve körül kibontakozott szellemi harc, az éles kritikák már a nouvelle théologie körül később jelentkező viták első előcsatározásai.
1950-ben XII. Piusz pápa a Humani generis körlevélben nevének említése nélkül ugyan, de elítélte őt is a természet és a kegyelem közötti viszonyt érintő akkori nézeteltérésekben de a Vatikánból azt „tanácsolták” neki, hogy hagyja abba professzori működését. „Száműzetése” éveiben megírta az „Egyházról” szóló elmélkedéseit.
XXIII. János pápa aztán rehabilitálta és 1960-ban kinevezte a közelgő II. vatikáni zsinat előkészítő teológiai bizottságába. A zsinaton nagy mértékben hozzájárult a határozatok szellemének kialakításához.
A zsinat utáni években „konzervatív teológusnak” tekintették, ugyanis véleménye teljesen összhangban állt a magisztériummal – ellentétben az életének első szakaszában előforduló modernista nézeteivel. Ehhez az is hozzájárult, hogy 1972-ben Joseph Ratzinger, Hans Urs von Balthasar és mások társaságában társalapítója lett a Communio című nemzetközi katolikus teológiai folyóiratnak.
II. János Pál pápa 1983-ban – Carlo Maria Martinival együtt – bíborosnak nevezte ki. 
Kinevezésük alkalmával mondta a pápa: „hogy a zsinat utáni teológiából egyre inkább kialakult az új. lelkiségi teológia, az a két jezsuita bíboros életművéhez kapcsolódik”.

## Művei

### Legfontosabb
Híres művei:
- Catholicisme (1938)
- Corpus Mysti- cum (1944)
- Surnaturel (1946)
- Histoire et Esprit (1950) – Órigenészről
- Exégése médiévale, I-III, (1959-1964) – a középkori exegézisről
- az Istenkérdésről, ateizmusról, buddhizmusról, Teilhard de Chardin-ről stb. szóló könyvei

### Franciául
- Blondel et Teilhard de Chardin. Correspondance commentée, 1930
- Catholicisme, les aspects sociaux du dogme, Cerf, 1938. Réédition : Œuvres complètes VII, Cerf, 2003
- Corpus mysticum. L'Eucharistie et l'Église au Moyen-Âge. Étude historique, Aubier-Montaigne, 1944. Deuxième édition, retravaillée et élargie, en 1949. Réédition : Œuvres complètes XV, Cerf, 2009
- Le Drame de l'humanisme athée, Spes, 1944. Réédition : Œuvres complètes II, Cerf, 1998. C'est l'une de ses œuvres principales, écrite en 1942 et 1943 pendant la Seconde Guerre mondiale, rééditée avec une note de Jacques Prévotat sur Auguste Comte, Charles Maurras, et le christianisme
- Proudhon et le christianisme, Seuil, 1945. Réédition : Œuvres complètes III, Cerf, 2011
- De la connaissance de Dieu Seuil, 1945-48. Nouvelle édition : Sur les Chemins de Dieu , 1956. Troisième édition, refondue et augmentée, en 1983. Réédition : Œuvres complètes I, Cerf, 2006
- Surnaturel. Études historiques, Aubier-Montaigne, 1946
- Le Fondement théologique des missions, Seuil, 1946
- Histoire et Esprit. L'intelligence de l'Écriture d'après Origène, Aubier-Montaigne, 1950. Réédition : Œuvres complètes XVI, Cerf, 2002ISBN 2-204-06761-X
- Affrontements mystiques, Éd. du Témoignage chrétien, 1950. Réédition : Œuvres complètes IV, Cerf, 2006
- Aspects du bouddhisme (I), Seuil, 1951. Réédition : Œuvres complètes XXI, Cerf, 2012
- La Rencontre du bouddhisme et de l'Occident, Aubier-Montaigne, 1952. Réédition : Œuvres complètes XXII, Cerf, 2000
- Méditation sur l'Église, Aubier, 1953. Réédition : Œuvres complètes VIII, Cerf, 2003
- Amida (Aspects du bouddhisme, II), Seuil, 1955. Réédition : Œuvres complètes XXI, Cerf, 2012
- Paradoxes, suivi de Nouveaux Paradoxes, Seuil, 1959. Réédition : Œuvres complètes XXXI, Cerf, 1999
- Exégèse médiévale. Les quatre sens de l'écriture, Paris, Aubier-Montaigne, 1959-1964
- La pensée religieuse du Père Teilhard de Chardin, Aubier, 1962. Réédition : Œuvres complètes XXIII, Cerf, 2002
- Le mystère du surnaturel, Aubier, 1965. Réédition : Œuvres complètes XII, Cerf, 2000
- Augustinisme et théologie moderne, Aubier-Montaigne, 1965. Réédition : Œuvres complètes XIII, Cerf, 2008
- Teilhard de Chardin, missionnaire et apologiste, Prière et vie, 1966. Réédition : Œuvres complètes XXIV, Cerf, 2007
- l'Écriture dans la Tradition, Aubier, 1966
- Paradoxe et Mystère de l'Église, Aubier-Montaigne, 1967. Réédition : Œuvres complètes IX, Cerf, 2010
- Athéisme et sens de l'homme. Une double requête de Gaudium et Spes, Cerf, 1968. Réédition : Œuvres complètes IV, Cerf, 2006
- L'éternel féminin. Étude sur un texte du Père Teilhard de Chardin, Aubier-Montaigne, 1968
- Teilhard et notre temps, Aubier-Montaigne, 1968
- La prière du Père Teilhard de Chardin, Fayard, 1968. Réédition : Œuvres complètes XXIV, Cerf, 2007
- L'Église dans la crise actuelle, Cerf, 1969. Réédition : Œuvres complètes IX, Cerf, 2010
- La foi chrétienne. Essai sur la structure du Symbole des Apôtres, Aubier-Montaigne, 1970. Réédition : Œuvres complètes V, Cerf, 2008
- Les églises particulières dans l'Église universelle, Aubier-Montaigne, 1974. Réédition : Œuvres complètes X, Cerf, 2019
- Claudel et Péguy (en collaboration avec J. Bastaire), Aubier-Montaigne, 1974. Réédition : Œuvres complètes XXX, Cerf, 2008
- Pic de la Mirandole, Aubier-Montaigne, 1974
- Teilhard posthume. Réflexions et souvenirs, Cerf, 1977. Réédition : Œuvres complètes XXVI, Cerf, 2008
- Recherches dans la Foi. Trois études sur Origène, Saint Anselme et la philosophie chrétienne, Beauchesne, 1979
- La Postérité spirituelle de Joachim de Flore, t.I De Joachim à Schelling, 1979, t.II De Saint-Simon à nos jours, 1981, Lethielleux – Culture et Vérité. Réédition : Œuvres complètes XXVII-XXVIII, Cerf, 2014
- Petite catéchèse sur nature et grâce, Fayard, 1980. Réédition : Œuvres complètes XIV, Cerf, 2013
- Esprit et liberté dans la tradition théologique (en italien), Jaca Book, 1981. Réédition (et rétroversion en français) : Œuvres complètes XIV, Cerf, 2013
- Lettres de M. Étienne Gilson adressées au P. de Lubac et commentées par celui-ci, Cerf, 1986. Réédition : Œuvres complètes XLVII, Cerf, 2013
- La Révélation divine, Cerf, 1983. Réédition : Œuvres complètes IV, Cerf, 2006
- Théologies d'occasion, Desclée De Brouwer, 1984
- Entretien autour de Vatican II. Souvenirs et réflexions, Cerf, 1985
- Résistance chrétienne à l'antisémitisme. Souvenirs (1940-1944), Fayard, 1988. Réédition : Résistance chrétienne au nazisme, in Œuvres complètes XXXIV, Cerf, 2006
- Théologie dans l'histoire, Desclée de Brouwer, 2 volumes, 1990
- Mémoire sur l'occasion de mes écrits, Culture et Vérité, 1992. Réédition : Œuvres complètes XXXIII, Cerf, 2006 (présentation par Georges Chantraine, suivi de quatre opuscules sur sa vie : Mémoire sur mes vingt premières années (1998-2001), J’éprouve joie et confiance (1983),  Conversation en famille (1983, 1991), Hommage au cardinal Lustiger (1983))
- Autres paradoxes, Culture et Vérité, 1994. Réédition : Œuvres complètes XXXI, Cerf, 1999
- Carnets du concile, tomes 1 et 2, Cerf, 2007
- Correspondance Lubac-Maritain, in Œuvres complètes L, Cerf, 2012

### Magyarul
- Isten útjain; ford. Somorjai Gabriella; Vigilia, Bp., 1995 (XX. századi keresztény gondolkodók)
- Szabó Ferenc: "Krisztus fénye". Bevezetés Henri de Lubac SJ életművébe; Jézus Társasága Magyarországi Rendtartománya, Bp., 2014 (Jezsuita könyvek Isten és tudomány)